# Sphecodes armeniacus
Sphecodes armeniacus är en biart som beskrevs av Warncke 1992. Sphecodes armeniacus ingår i släktet blodbin, och familjen vägbin. Inga underarter finns listade i Catalogue of Life.